# Brandon Marshall
Brandon Marshall (urodzony 23 marca 1984 roku w Pittsburghu w stanie Pensylwania) – amerykański zawodnik futbolu amerykańskiego, grający na pozycji wide receiver. W rozgrywkach akademickich NCAA występował w drużynie University of Central Florida.
W roku 2006 przystąpił do draftu NFL. Został wybrany przez Denver Broncos w czwartej rundzie (119. wybór). W drużynie z Kolorado występował przez cztery sezony. Następnie przez dwa lata występował w Miami Dolphins. Od sezonu 2012 występuje w Chicago Bears.
Czterokrotnie został wybrany do meczu gwiazd Pro Bowl, a raz do najlepszej drużyny ligi All-Pro.